# Tephrosia karkarensis
Tephrosia karkarensis är en ärtväxtart som beskrevs av Mats Thulin. Tephrosia karkarensis ingår i släktet Tephrosia och familjen ärtväxter. Inga underarter finns listade i Catalogue of Life.